# 曽我部直樹
曽我部 直樹（そがべ なおき、1972年3月20日 - ）は、岐阜県岐阜市出身の元プロ野球選手。現在は、オリックス・バファローズの球団本部管理部運営グループ所属。

## 来歴・人物
中学時代にボーイズリーグの大会で全国準優勝を経験する。大垣日大高では県大会ベスト8でが最高で甲子園出場は無かった。愛知大学野球リーグ2部の名古屋学院大学に進み、卒業後は社会人野球3チームのセレクションを受けるも全て不合格。一般就職を考えるも、社会人野球のサンジルシ醸造に入社。全国大会には出場できなかったが、伊勢大会で3試合連続本塁打を記録するなど活躍した。
1995年のドラフト4位で阪神タイガースに指名され、入団。当時チームメートであった新庄剛志以上の強肩と評された。同社野球部では最初で最後のプロ野球選手。
ファームでは、2000年と2001年に2年連続本塁打王になるなど長打力はあったが、あまり出場機会を得られなかった。
2002年9月11日のヤクルト戦で、ロベルト・ペタジーニのホームランをキャッチしようと神宮球場のフェンスによじ登る際アキレス腱を断裂、全治6ヶ月の大怪我を負う。
2003年シーズン終了後に阪神から戦力外通告、同年12月千葉ロッテマリーンズの入団テストに合格し、翌年2004年からロッテに入団。
2005年にロッテから戦力外通告を受け現役引退。同球団の用具係となった。
2011年、監督の岡田彰布の誘いでオリックス・バファローズに入団、球団本部管理部運営グループ（監督付）に配属された。2013年からはスコアラーを務めている。

## 詳細情報

### 年度別打撃成績
| 年 度     | 球 団     | 試 合 | 打 席 | 打 数 | 得 点 | 安 打 | 二 塁 打 | 三 塁 打 | 本 塁 打 | 塁 打 | 打 点 | 盗 塁 | 盗 塁 死 | 犠 打 | 犠 飛 | 四 球 | 敬 遠 | 死 球 | 三 振 | 併 殺 打 | 打 率 | 出 塁 率 | 長 打 率 | O P S |
| --------- | --------- | ----- | ----- | ----- | ----- | ----- | -------- | -------- | -------- | ----- | ----- | ----- | -------- | ----- | ----- | ----- | ----- | ----- | ----- | -------- | ----- | -------- | -------- | ----- |
| 1999      | 阪神      | 4     | 2     | 2     | 0     | 0     | 0        | 0        | 0        | 0     | 0     | 0     | 0        | 0     | 0     | 0     | 0     | 0     | 1     | 0        | .000  | .000     | .000     | .000  |
| 2000      | 阪神      | 4     | 6     | 6     | 0     | 1     | 0        | 0        | 0        | 1     | 0     | 0     | 0        | 0     | 0     | 0     | 0     | 0     | 1     | 0        | .167  | .167     | .167     | .333  |
| 2002      | 阪神      | 10    | 18    | 17    | 1     | 3     | 0        | 0        | 0        | 3     | 0     | 1     | 1        | 0     | 0     | 1     | 0     | 0     | 6     | 0        | .176  | .222     | .176     | .399  |
| 2003      | 阪神      | 1     | 1     | 1     | 0     | 0     | 0        | 0        | 0        | 0     | 0     | 0     | 0        | 0     | 0     | 0     | 0     | 0     | 1     | 0        | .000  | .000     | .000     | .000  |
| 2004      | ロッテ    | 2     | 5     | 5     | 0     | 0     | 0        | 0        | 0        | 0     | 0     | 0     | 0        | 0     | 0     | 0     | 0     | 0     | 1     | 0        | .000  | .000     | .000     | .000  |
| 通算：5年 | 通算：5年 | 21    | 32    | 31    | 1     | 4     | 0        | 0        | 0        | 4     | 0     | 1     | 1        | 0     | 0     | 1     | 0     | 0     | 10    | 0        | .129  | .156     | .129     | .285  |

### タイトル
- ウエスタン・リーグ本塁打王：2回（2000年、2001年）

### 記録
- 初出場：1999年4月3日、対読売ジャイアンツ2回戦（東京ドーム）、5回表に佐々木誠の代走として出場
- 初先発出場：2000年7月14日、対横浜ベイスターズ16回戦（阪神甲子園球場）、7番・右翼手として先発出場
- 初安打：同上、4回裏に島田直也から左前安打
- 初盗塁：2002年8月23日、対読売ジャイアンツ19回戦（東京ドーム）、9回表に三盗（投手：河原純一、捕手：阿部慎之助）

### 背番号
- 33 （1996年 - 2003年）
- 65 （2004年 - 2005年）